# عمر النصف للمعرفة

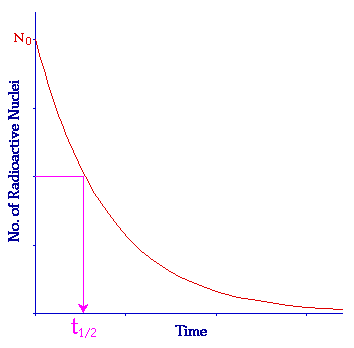
عمر النصف في الفيزياء

عمر النصف للمعرفة أو عمر النصف للحقائق هو مقدار الوقت الذي يجب أن ينقضي قبل أن يتم استبدال نصف المعرفة أو الحقائق أو يتبين أنها غير صحيحة. هذه المصطلحات تنتمي إلى مجال التحليل الكمي للعلوم المعروفة باسم سينتوميتركس (scientometrics).
هذه الأفكارلعمر النصف تم تطبيقها في مختلف المجالات وتختلف عن مفهوم عمر النصف في الفيزياء في أنه ليس هناك ما يضمن أن المعرفة أو الحقائق في مجالات الدراسة تنخفض أضعافا مضاعفة. وليس من الواضح أن هناك أي طريقة لتحديد ما يشكل «المعرفة» في مجال معين، بدلا من مجرد رأي أو نظرية.
هذا لأن المعرفة العلمية تزداد بنسبة واحد من عشرة كل 50 سنة، هذا يعني أن نصف ما قد يكون العلماء قد عرفوه عن موضوع معين سوف يكون خاطئا أو أصبح مهملا بعد 45 عاما.
تحولت درجة الهندسة من أن لديها عمر نصف يقدر بـ 35 عاما منذ عام 1930 ميلاديا إلى حوالي 10 سنوات في عام 1960.
 يقدر دونالد هب عمر النصف لعلم النفس بخمس سنوات.  

## صياغة المصطلح
ينسب مفهوم «عمر النصف للمعرفة» إلى فريتز ماكلوب عام (1962).
على سبيل المثال، يقدر دونالد هب أن عمر النصف لعلم النفس هو خمس سنوات.
المفهوم المماثل «عمر النصف للحقائق» تم صياغته بواسطة صمويل اربيسمان، وهو عالم رياضيات بجامعة هارفارد وباحث في مؤسسة كوفمان.